# Her Majesty
«Her Majesty» és una cançó de la formació britànica de rock, The Beatles, escrita per Paul McCartney (però acreditada a Lennon-McCartney) que apareix en l'àlbum Abbey Road. És el tema final de l'àlbum i la cançó més curta en durada de tot el catàleg de The Beatles. També és considerada un dels primers exemples de "pista oculta" de la música rock.

## Composició
L'acord fort que es produeix al començament de «Her Majesty» és el final, tal com està gravat, de «Mean Mr. Mustard», i la cançó acaba bruscament perquè la seva pròpia nota final es va deixar al començament de «Polythene Pam». McCartney va aplaudir l'"efecte sorpresa" de Kurlander i el tema es va convertir en final involuntari de l'LP. El començament i el final de «Her Majesty» editats amb cruesa demostra que no estava pensat per ser inclòs a la barreja final de l'àlbum; tal com diu McCartney a The Beatles Anthologyː "Típic dels Beatles, un accident". La cançó no figurava a la funda del disc de vinil original, ja que aquests ja havien estat impresos; a les versions posteriors, però, apareix a la llista. L'edició del CD també ho corregeix, i també imita a l'original de l'LP amb el silenci de 14 segons en acabar «The End» després del qual comença «Her Majesty» per a tancar l'àlbum.
Amb els seus 23 segons de durada, «Her Majesty» és la cançó més curta de tot el repertori dels Beatles (en contrast de «I Want You (She's So Heavy)»), del mateix àlbum, que és la seva segona cançó més llarga després de «Revolution 9», part del seu anterior disc).

### Lletra
En escriure la lletra, és possible que McCartney estigués recordant la reunió dels Beatles amb la reina Isabel II del Regne Unite el 26 d'octubre de 1965 al Palau de Buckingham, quan els va declarar membres de l'Ordre de l'Imperi Britànic (MBE). Paul va declarar llavors: "La reina és adorable, és molt amable, es va mostrar com una mare per a nosaltres". Va compondre aquest petit ritornello, en el qual evoca a la sobirana de manera inusual i en part burleta, uns anys després, a la seva granja d'Escòcia.

## Ubicació
La cançó va ser originalment col·locada entre «Mean Mr. Mustard» i «Polythene Pam», però McCartney va decidir que la seqüència no funcionaria; per tant, John Kurlander, operador de cintes dels Abbey Road Studios, va editar la cançó fora del medley de l'̟àlbum. McCartney li va dir que destruís la cinta, però la política d'EMI deia que mai no s'havia de destruir cap gravació dels Beatles. Els catorze segons de silenci entre «The End» i «Her Majesty» són el resultat de la cinta inicial de Kurlander afegida per separar la cançó de la resta de l'enregistrament.

## Enregistrament
La cançó va ser gravada en tres preses, el 2 de juliol de 1969, abans que els Beatles comencessin a treballar en «Golden Slumbers»/«Carry That Weight». McCartney va cantar i al mateix temps va tocar un acompanyament de guitarra acústica. La decisió d'excloure el tema del medley d'Abbey Road es va realitzar el 30 de juliol. Una versió més llarga de la cançó va ser gravada durant les sessions de Get Back.

## Altres versions
A l'octubre de 2009 MTV Networks va llançar una versió descarregable de la cançó (així com de tot l'àlbum) per al videojoc The Beatles: Rock Band que va donar als jugadors la possibilitat de tocar l'últim concorde que falta. Apple Corps va accedir a aquesta i altres modificacions de Harmonix Music Systems, que va desenvolupar el joc. L'alteració va provocar controvèrsia entre alguns fans que preferien el final inacabat de la versió gravada. La versió Super Deluxe d'Abbey Road, publicada en el seu cinquantè aniversari, inclou un bonus track, «The Long One» que consisteix en una edició diferent del medley, amb «Her Majesty» entre «Mean Mr. Mustard» i «Polythene Pam».

## Personal
- Paul McCartney - Veu, guitarra acústica (1967 Martin D-28).[6]